# Budeč u Žďáru nad Sázavou
Budeč (deutsch Butsch) ist eine Gemeinde in Tschechien. Sie liegt vier Kilometer südwestlich von Žďár nad Sázavou und gehört zum Okres Žďár nad Sázavou.

## Geographie
Budeč befindet sich in der Böhmisch-Mährischen Höhe zwischen den Tälern der Šabrava, Sázava und Oslava am südlichen Fuße des Kopeček (Butschberg, 599 m). Das Dorf liegt auf dem Gebiet des Landschaftsschutzgebietes CHKO Žďárské vrchy in einer Teichlandschaft.  Die größten Teiche sind der Veselský rybník im Südwesten, der Matějovský rybník im Westen und der Babín im Nordwesten. Budeč liegt an der Europäischen Hauptwasserscheide zwischen Elbe und Donau, die über den Kopeček verläuft. Oberhalb des Babín entspringt die Oslava.
Nachbarorte sind Dolní Hamry und Horní Hamry im Norden, Přednádraží und Radonín im Nordosten, Vatín im Osten, Sazomín und Březí nad Oslavou im Südosten, Nové Veselí im Süden, Matějov im Südwesten, Rosička im Westen sowie Česká Mez im Nordwesten.

## Geschichte
Das Dorf wurde wahrscheinlich zusammen mit Veselí zum Ende des 13. Jahrhunderts gegründet. Erstmals schriftlich erwähnt wurde der zur Herrschaft Meziříčí gehörige Ort villa Budcye im Jahre 1377, als Jan d. J. von Meziříčí seinen gesamten Besitz vor seiner Abreise nach Italien erblich seinem Vetter Jan d. Ä. von Meziříčí überschrieb. Gepfarrt war Budč von Anfang an nach Veselí. Zwischen 1596 und 1617 gehörte Budč Alena Berka von Lomnice in Gütergemeinschaft mit Václav Berka von Dubá und war an das Gut Nové Veselí angeschlossen. 1709 erwarb das Zisterzienserkloster Saar Budč zusammen mit weiteren Dörfern der Umgebung. Insbesondere unter dem Abt Václav Vejmluva erlebte das Dorf einen wirtschaftlichen Aufschwung. Nach der Aufhebung des Klosters im Zuge der Josephinischen Reformen fiel Budč dem Religionsfonds zu. In den 1830er Jahren begann der Abbau von Eisenerz, das zum Hochofen in Polnička geliefert wurde. Der Hauptschacht hatte eine Teufe von 50 Klaftern und in der Grube arbeiteten 15 Bergleute. Entwässert wurde das Bergwerk über einen Stollen, der in den Teich bei der Flachsdarre mündete.
Nach der Aufhebung der Patrimonialherrschaften bildete Budč ab 1850 eine Gemeinde im politischen Bezirk Neustadtl. Ab 1881 trug die Gemeinde den Namen Buč. Um 1890 wurde die Eisenzeche im Zusammenhang mit dem Niedergang der Eisenhütte in Polnička aufgelassen. Seit 1921 trägt der Ort den Namen Budeč. 1928 wurde eine neue Schule eingeweiht. 1949 wurde Budeč dem Okres Žďár nad Sázavou zugeordnet. In den 1950er und 1960er Jahren begann eine Landflucht, insbesondere der jungen Leute. Dadurch sank die Einwohnerzahl, 1960 hatte der Ort nur noch 150 Einwohner. Die Schule wurde 1990 geschlossen und nach einer Sanierung im Jahre 1993 als Gemeindeamt, Bücherei und Versammlungsraum genützt.

## Gemeindegliederung
Für die Gemeinde Budeč sind keine Ortsteile ausgewiesen.

## Sehenswürdigkeiten
- Kapelle der Jungfrau Maria, errichtet 2007 anstelle eines maroden Vorgängerbaus
- Betsäule
- Naturschutzreservat Babínská